# Foucart
Foucart ist eine französische Gemeinde mit 339 Einwohnern (Stand: 1. Januar 2022) im Département Seine-Maritime in der Region Normandie (vor 2016 Haute-Normandie). Sie Teil des Kantons Saint-Valery-en-Caux (bis 2015 Fauville-en-Caux). Die Einwohner werden Clévillais genannt.

## Geographie
Foucart liegt etwa 40 Kilometer ostnordöstlich von Le Havre im Pays de Caux. Umgeben wird Foucart von den Nachbargemeinden Terres-de-Caux im Norden und Nordwesten, Cléville im Osten, Alvimare im Südosten, Trouville im Süden sowie Bolleville im Westen und Südwesten.
Durch die Gemeinde führt die Autoroute A29.

## Bevölkerung
| Bevölkerungsentwicklung   | Bevölkerungsentwicklung | Bevölkerungsentwicklung | Bevölkerungsentwicklung | Bevölkerungsentwicklung | Bevölkerungsentwicklung | Bevölkerungsentwicklung | Bevölkerungsentwicklung | Bevölkerungsentwicklung |
| ------------------------- | ----------------------- | ----------------------- | ----------------------- | ----------------------- | ----------------------- | ----------------------- | ----------------------- | ----------------------- |
| Jahr                      | 1962                    | 1968                    | 1975                    | 1982                    | 1990                    | 1999                    | 2006                    | 2013                    |
| Einwohner                 | 310                     | 264                     | 273                     | 301                     | 306                     | 318                     | 357                     | 358                     |
| Quelle: Cassini und INSEE |                         |                         |                         |                         |                         |                         |                         |                         |

## Sehenswürdigkeiten
- Kirche Saint-Martin aus dem 16. Jahrhundert
- Herrenhaus von Caumare aus dem 15./16. Jahrhundert
- Herrenhaus von La Mare-aux-Roseaux aus dem 15./16. Jahrhundert